# Nipponidion okinawense
Nipponidion okinawense là một loài nhện trong họ Theridiidae.
Loài này thuộc chi Nipponidion. Nipponidion okinawense được Hajime Yoshida miêu tả năm 2001.

## Hình ảnh

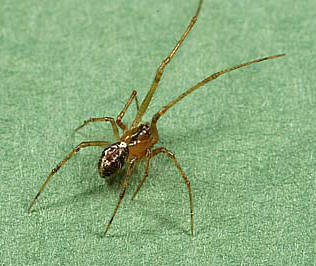